# Rosviks kyrka
Rosviks kyrka är en kyrkobyggnad som tillhör Norrfjärdens församling i Luleå stift. Kyrkan ligger mitt i Rosviks centrum och nyttjas gemensamt av Norrfjärdens församling och EFS missionsförening i Rosvik.

## Kyrkobyggnaden
Kyrkan uppfördes under ledning av arkitekt Heiko Becker-Sassenhof och invigdes 2 september 1984 av biskop Olaus Brännström.
Byggnadskomplexet har en stomme av trä och en bred plan. Mitt i anläggningen finns kyrkorummet som markeras av branta takfall. Ytterväggarna är klädda med gul träpanel och rött tegel, medan yttertaket är belagt med skiffer. Innertaket är klätt med träpanel och bärs upp av limträbalkar. Innerväggarna är klädda med ljusblå gipsskivor. Kyrkorummets golv är belagt med keramiska plattor och har fasta bänkar i öppna kvarter.
Kyrkorummets konstnärliga gestaltning är utförd efter förslag av konstnären Tora Ceder. Vid koret syns fågelsträcket "Flyttfåglarna". Korväggen pryds av konstverk utförda av Arne Bäckström.
Utanför kyrkan står en klockstapel som är en öppen konstruktion.

## Inventarier
- En tiostämmig orgel från Grönlunds Orgelbyggeri, Gammelstaden togs i bruk 1988.

| Man I. Huvudverk | Man II. Svällverk   | Pedal      |
| ---------------- | ------------------- | ---------- |
| Rörflöjt 8'      | Gedackt 8'          | Subbas 16' |
| Principal 4'     | Koppelflöjt 4'      |            |
| Spetsflöjt 4'    | Principal 2'        |            |
| Waldflöjt 2'     | Sesquialtera 2 chor |            |
| Mixtur 3 chor    |                     |            |

### Webbkällor
- anläggningspresentation
- Norrfjärdens församling